# باب روز

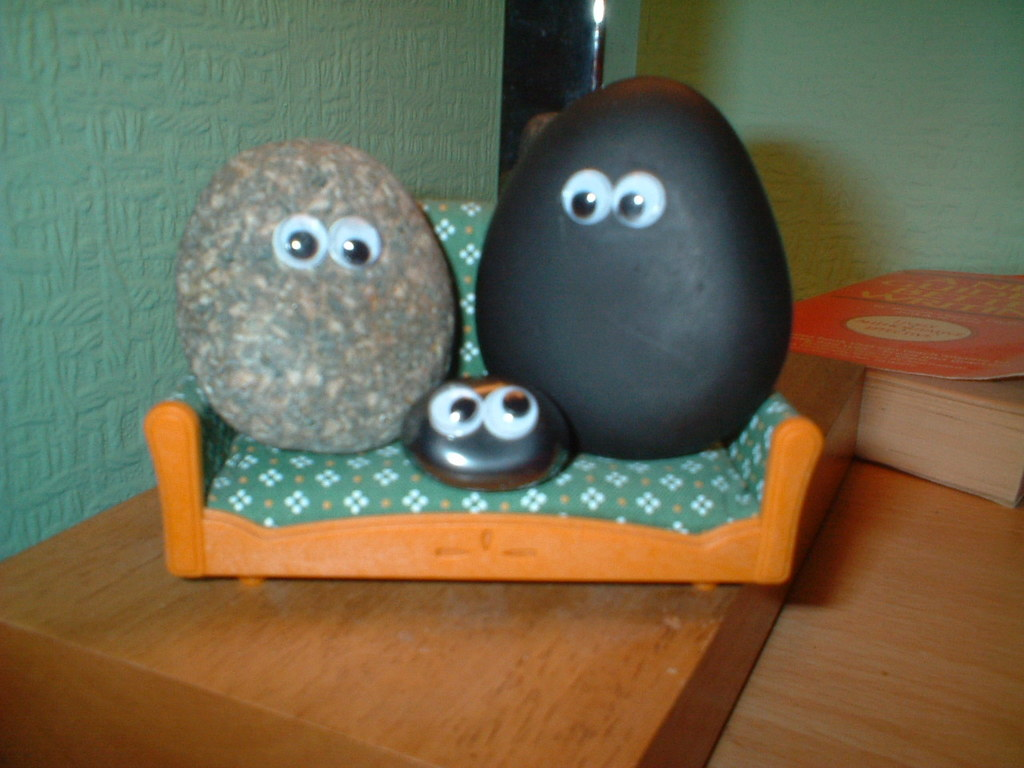
باب روز

باب روز به مُد زودگذر و آنچه گفته می‌شود که در مدت زمانی کوتاه محبوب شده و سپس کمرنگ می‌شود. مانند یک کتاب، فیلم، برنامه تلویزیونی، ترانه، مکان یا وسیله.
از نمونه‌هایی از باب روز می‌توان به هولاهوپ، ترانه‌های گروه بیتلز، دیسکو، مکعب روبیک و سری کتاب‌های هری پاتر اشاره کرد که به ترتیب بین سال‌های ۱۹۵۸ تا ۲۰۰۰ میلادی محبوبیت زیادی در ایالات متحده امریکا پیدا کرده بودند.